# Uluç Ali Pasja

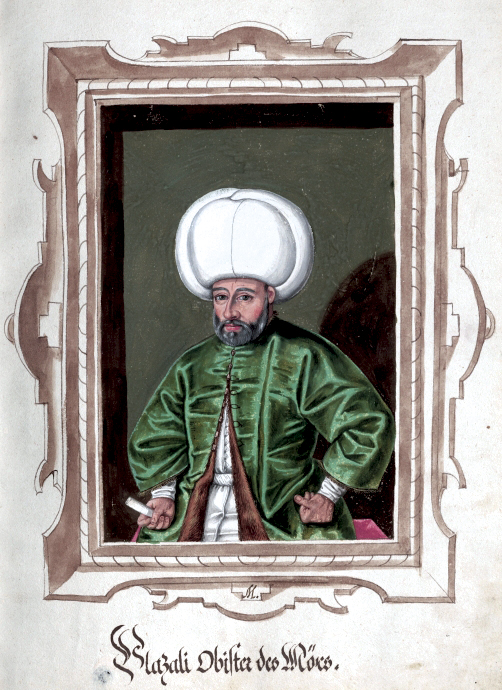
Uluç Ali Pasja

Uluç Ali Pasja (ook Ulaj Ali, Uluj Ali of 'Uluj Ali) was een 16e-eeuwse islamitische admiraal in het Ottomaanse leger.
Hij werd in Italië geboren als Giovanni Dionigi. Hij werd gevangengenomen door de Ottomaanse huurling Khair ad Din en is tot de islam bekeerd. Later werd hij in het Ottomaanse Rijk benoemd tot bevelhebber of pasja van Algiers en trachtte in 1568 het christelijk gezag van Filips II van Spanje te ondermijnen door een vloot van veertig schepen met wapens en voorraden naar islamitische aanhangers op het Spaanse vasteland te sturen. De vloot moest echter onverrichter zake terugkeren wegens heftige winterstormen. In 1571 was hij gezagvoerder over het linker vlootdeel van de Ottomaanse vloot tijdens de Slag bij Lepanto. De Ottomaanse vloot onder leiding van Müezzinzade Ali Pasja werd daar verslagen door een christelijke gelegenheidscoalitie. Uluç Ali Pasja slaagde er laat in de slag nog in een doorbraak te forceren tegen de galeien van Giovanni Andrea Doria. Hij wist vervolgens met een deel van zijn vloot, dertig tot veertig galeien, te ontkomen.